# Mirage (Art Farmer)
Mirage è un album di Art Farmer, pubblicato dalla Soul Note Records nel 1982. Il disco fu registrato il 18 e 19 settembre 1982 al Vanguard Studios di New York (Stati Uniti) e mixato il 22 settembre 1982 al Barigozzi Studios di Milano (Italia).

## Tracce
Lato A
1. Barbados – 5:07 (Charlie Parker)
2. Passos – 7:13 (Fritz Pauer)
3. My Kinda Love – 8:24 (Louis Alter, Sammy Cahn, Saul Chaplin, Jo Trent)

Lato B
1. Mirage – 8:12 (Fred Hersch)
2. Cherokee Sketches – 6:38 (Fritz Pauer)
3. Smiling Billy – 5:54 (Jimmy Heath)

## Musicisti
- Art Farmer - flicorno
- Clifford Jordan - sassofono tenore
- Fred Hersch - pianoforte
- Ray Drummond - contrabbasso
- Akira Tana - batteria